# Panicum soderstromii
Panicum soderstromii là một loài thực vật có hoa trong họ Hòa thảo. Loài này được Zuloaga & Send. mô tả khoa học đầu tiên năm 1988.